# Хилиади
Хилиади (на гръцки: Χιλιάδες; букв. „хиляди“) или Книга на историята е творба от 12 век на византийския учен и граматик Йоан Цеца. Представлява коментари в стихотворна форма към негови собствени писма в обем от 600 глави и 12 674 строфи. За първи път е издадена през 1546 г.